# Mass trespass of Kinder Scout

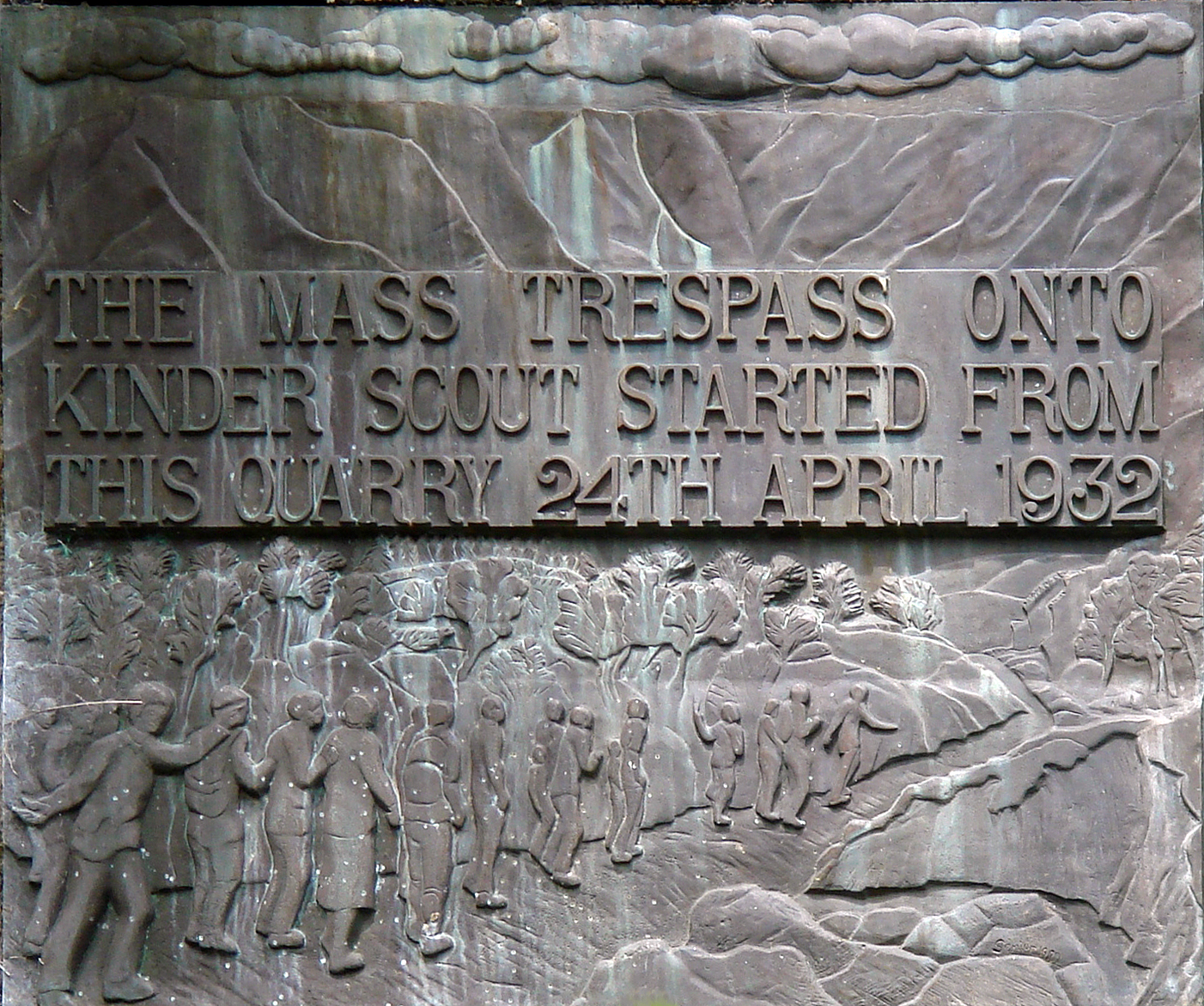
Tablica upamiętniająca wtargnięcie na Kinder Scout

Mass trespass of Kinder Scout (pol. Masowe wtargnięcie do Kinder Scout) – akt obywatelskiego nieposłuszeństwa, który nastąpił 24 kwietnia 1932 w Peak District w Wielkiej Brytanii, a polegał na masowym wtargnięciu na obszar pokrytego wrzosowiskami płaskowyżu Kinder Scout w hrabstwie Derbyshire.
24 kwietnia 1932 ponad 400 wędrowców w trzech grupach, pod przewodnictwem Benny Rothmana, mechanika z Manchesteru wtargnęło na prywatny teren w Kinder Scout, wyżynę pokrytą wrzosowiskami, a zarazem najwyższy punkt w Peak District. Wówczas obszar ten służył za miejsce hodowli dzikiego ptactwa łownego dla bogatych myśliwych. 
Był to akt protestu przeciw ograniczeniom w prawie do swobodnego poruszania się (ang. right to roam). W wyniku zajścia pięć osób zostało zatrzymanych i skazanych na kary pozbawienia wolności. Nie postawiono im jednak zarzutu wtargnięcia na własność prywatną, a nielegalne zgromadzenie w celu wywołania zamieszek, czyli zarzut znacznie cięższy. Niektóre źródła wskazują na jednorazowy happening zorganizowany przez partię komunistyczną, który wyrządził więcej złego niż dobrego.